# Hapoël Eilat
Maillots
L'Hapoël Eilat (en hébreu : הפועל אילת) est un club israélien de basket-ball, basé dans la ville d'Eilat, en Israël. Le club évolue en Ligat Ha'al, soit le plus haut niveau du championnat d'Israël de basket-ball.

## Entraîneurs successifs
- 1990-1993 :  Arik Shivek
- 1993-1995 :  Israël Lev
- 1995 :  Udi Segal
- 1995-1996 :  Effi Birnbaum
- 1996 :  Ralf Klein
- 1996-1998 :  Moshe Weinkrantz
- 1998-1999 :  Gadi Kedar
- 1999 :  Arik Brailovski

- 2010-2013 :  Arik Shivek
- 2012-2014 :  Oded Kattash
- 2015-2016 :  Arik Shivek
- 2015-2017 :  Oded Kattash
- 2017 :  Meir Tapiro
- 2017 :  Eran Itzhak
- 2017-2019 :  Sharon Drucker
- 2020-2022 :  Ariel Beit-Halahmy (en)
- 2022-2023 :  Maurizio Buscaglia
- 2023-2024 :  Massimiliano Menetti
- 2024 :  Jurica Golemac

## Joueurs célèbres ou marquants
- Joe Dawson
- Ed Elisma
- Greg Newton
- Fred Campbell
- Brian Rowsom
- Derrick Hamilton
- Dennis Hopson
- Corey Gaines
- Nenad Marković
- Sharon Drucker
- Meir Tapiro
- Lior Ardity
- Itzik Cohen
- Amir Katz